# 日本の港町

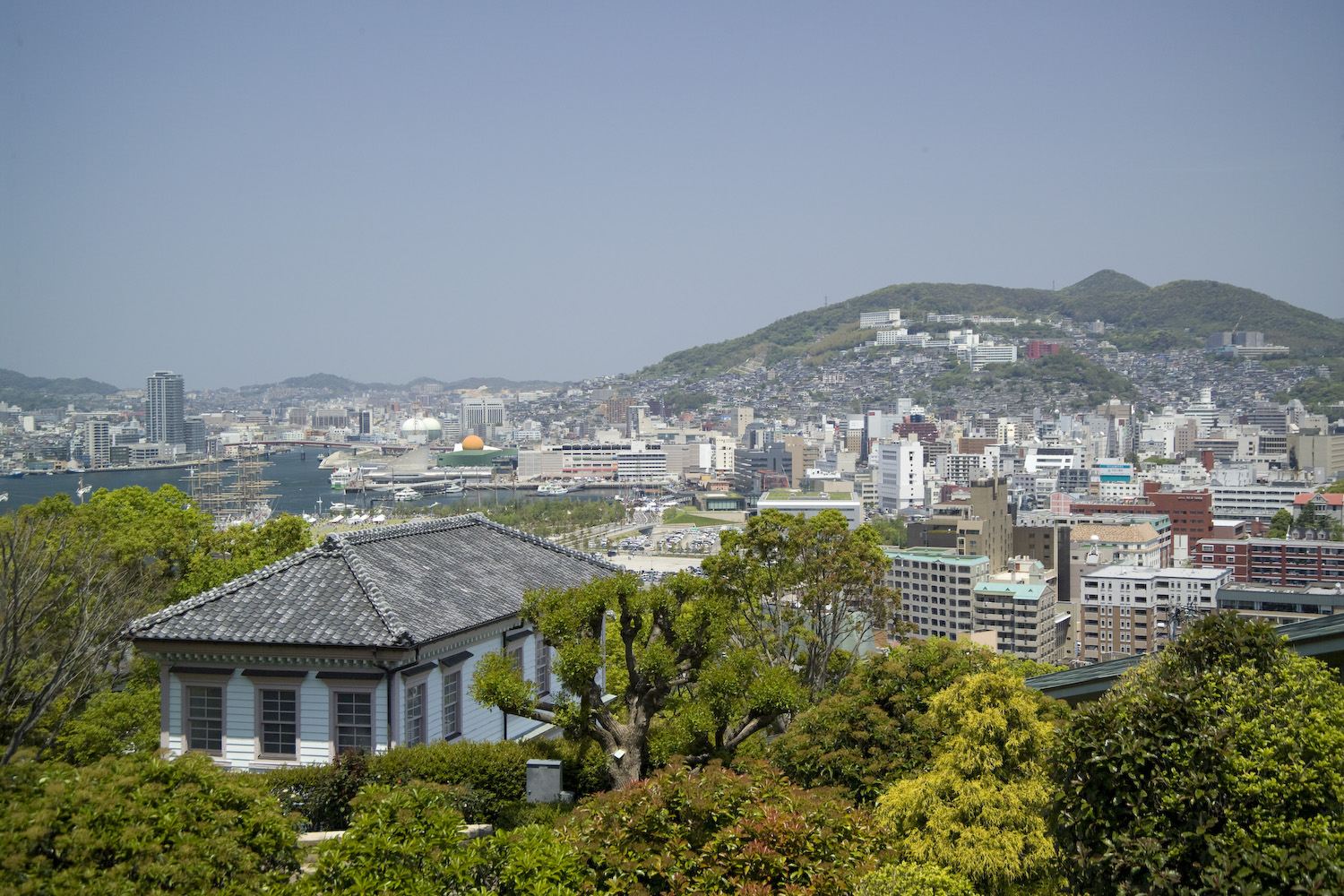
港町の多くは海と山が近い。グラバー園（長崎市）より

本項目では、日本の港町について解説する。

## 歴史
日本の港町の起源はよく判っていない。青森県にある縄文時代の三内丸山遺跡を港町とする有力な見解がある。このことから、日本の港町は縄文時代まで遡るとも考えられる。弥生時代には、中国王朝（後漢・魏など）との交易の記録があり、中国との交易および倭国における交易のため、列島各地に港町が形成されたと見られる。壱岐島にある原の辻遺跡は弥生期の港町跡とされている。日本書紀には、仁徳天皇が河内平野を開発し、難波（大阪）を外港・宮都（首都）として整備したことが記されている。古墳時代以降、北部九州と畿内を結ぶ瀬戸内海が、倭国（日本）の重要な交通路となり沿岸には多くの港町が形成された。
平安時代末期には、平清盛が整備した博多袖湊、大輪田泊が日宋貿易の拠点となり、都の福原京も計画された。室町時代になると、列島内の交易が活発化し、特に水上交通が栄え、それに伴い港町も繁栄した。例えば、兵庫津（大輪田泊）の年間入港隻数は数千にのぼり、他の瀬戸内海の港もその数に迫った。なお、同時期のヨーロッパを代表するハンザ同盟の港湾都市リューベックの年間入港は数百隻にとどまっている。江戸時代に入っても、東廻海運・西廻海運などの水上交通が整備され、その中継点として各地の港町は繁栄し続けた。
しかし1858年に締結された日米修好通商条約により、函館、横浜、新潟、神戸、長崎の5港が開港し、日本国外との貿易が始まった。明治時代を迎えると横浜や函館、小樽などの港町が急速に発展した。兵庫津・大輪田泊の歴史を継承する神戸は、明治中期から平成初期までの100年間、東洋最大の貿易港を有して繁栄した。
一方で昭和中期の高度経済成長期以降、鉄道や自動車などの陸上交通が発展したために、国内物流としての水上交通の地位が相対的に低下し、寂れる港町が増えていった。

## 用途による分類
近現代的な港湾都市
- 貿易港
- 旅客港・フェリーターミナル
- 近現代的漁港

歴史的港町
- 商港
- 漁港
- 旅客港・渡し船など

## 現代的港湾都市一覧
日本では国際拠点港湾、港則法上の特定港 重要港湾 スーパー中枢港湾 地方港湾、指定区間、中枢国際港湾、中核国際港湾、となっている。 日本の港湾一覧 日本の漁港一覧参照
- 苫小牧 苫小牧港 - 北海道苫小牧市
- 室蘭 室蘭港 - 北海道室蘭市
- 石狩 石狩湾新港 - 北海道石狩市
- 釧路 釧路港 - 北海道釧路市
- 留萌市・留萌港 - 北海道
- 函館市・函館港 - 北海道
- 小樽市#港湾 - 北海道
- 根室市#港湾 - 北海道
- 稚内市#港湾 - 北海道
- 八戸市#港湾 - 青森県
- 青森市・青森港 - 青森県
- 釜石市#港湾 - 岩手県
- 大船渡市#港湾 - 岩手県
- 宮古市・宮古港と漁港 - 岩手県
- 男鹿市#港湾 - 秋田県
- 気仙沼市・気仙沼港 - 宮城県
- 仙台（仙台港）・塩釜（塩釜港）・松島港（松島）・石巻港（石巻） 仙台塩釜港 4つの港区 - 宮城県
- 小名浜・小名浜港 - 福島県いわき市
- 鹿島港 - 茨城県鹿嶋市 神栖市
- 土浦市#港湾 - 茨城県
- 大洗町・大洗港 - 茨城県
- 千葉県の市川市・船橋市・習志野市・千葉市・市原市・袖ケ浦市  千葉港がわたる
- 君津市・小糸川漁港 - 千葉県
- 勝浦市・勝浦漁港 - 千葉県
- 銚子漁港 - 千葉県
- 三浦市#漁業 - 神奈川県
- 江の島・江の島漁港 - 神奈川県藤沢市
- 田浦 (横須賀市) 本庁 (横須賀市)  - 神奈川県横須賀市
- 久里浜・久里浜港 - 神奈川県横須賀市
- 横浜 横浜港 - 神奈川県横浜市
- 清水 清水港 - 静岡県静岡市清水区
- 焼津市#港湾 - 静岡県
- 沼津市・沼津港。城下町や宿場 - 静岡県
- 新潟 新潟港 - 新潟市
- 直江津・直江津港 - 新潟県上越市
- 大野町 (石川県)・金沢港・大野港 - 石川県金沢市
- 金石 (金沢市)・金沢港 - 石川県金沢市
- 七尾市#港湾 - 石川県
- 敦賀市#港湾 - 福井県
- 名古屋 名古屋港 - 愛知県名古屋市
- 四日市 四日市港 - 三重県四日市市
- 長浜市#港湾 - 滋賀県
- 近江八幡市#港湾 - 滋賀県
- 大津市#港湾 - 滋賀県
- 小浜市・小浜新港。律令時代より前からの港と旧城下町 - 福井県
- 伏木富山港 - 富山湾沿岸奥部の3つの港域（高岡市の伏木地区（伏木港）、富山市の富山地区（富山港）、射水市の新湊地区（富山新港））
- 魚津市・魚津港 - 富山県
- 舞鶴市・軍港港湾工業都市東舞鶴、田辺藩の城下町・商港から発展した西舞鶴から構成される - 京都府
- 宮津市・宮津港 - 京都府
- 堺泉北港 - 大阪府堺市堺区・西区、高石市、泉大津市
- 神戸 神戸港 - 兵庫県神戸市
- 姫路 姫路港 - 兵庫県姫路市
- 明石市#港湾 - 兵庫県
- 広島 広島港 - 旧宇品港を中心とする広島県広島市及び周辺
- 和歌山下津港 - 和歌山県和歌山市・海南市・有田市にわたる
- 太地町・太地港 - 和歌山県
- 水島・水島港 - 岡山県倉敷市
- 宇野 (玉野市) - 岡山県玉野市
- 築港 (玉野市)
- 笠岡・笠岡港 -  岡山県笠岡市
- 金浦 (笠岡市)・金浦湾 -  岡山県笠岡市
- 境港市 - 鳥取県
- 片上 備前港 - 岡山県備前市
- 今治市#港湾 - 愛媛県
- 松山市#港湾 - 愛媛県
- 八幡浜市・八幡浜港 - 愛媛県
- 尾道市#海運 - 広島県
- 呉・呉港 - 広島県呉市
- 鞆の浦#港 - 広島県福山市
- 福山・福山港 - 広島県福山市
- 浜田市#港湾 - 島根県
- 土佐清水市#船舶 - 高知県
- 小松島市・徳島小松島港 - 徳島県
- 高松市・高松港および高松新港（通称新湊） - 香川県
- 坂出市#港湾 - 香川県
- 周南市中心市街地 徳山下松港 - 山口県周南市・下松市・光市にわたる
- 下関 下関港 - 山口県下関市
- 博多 博多港 - 福岡県福岡市。古くは、那の津・那大津・博多津
- 北九州 北九州港・関門港 - 福岡県北九州市
- 唐津市#港湾・海上航路 - 佐賀県
- 宮崎市#港 - 宮崎県
- 別府市・別府国際観光港 - 大分県
- 佐世保市#港湾 - 長崎県
- 壱岐市#港湾 - 長崎県
- 鹿児島市#港湾 - 鹿児島県
- 那覇市#港湾 - 沖縄県

## 歴史的港町一覧

### 臨海部
- 三津七湊 - 室町時代末に成立した日本最古の海洋法規集である『廻船式目』に、日本の十大港湾として記されている三津・七湊の港湾都市の総称
- 旧居留地（横浜、大阪、神戸、長崎）

東北地方
- 野蒜築港
- 十三湊 - 日本の中世から近世にかけて、青森県五所川原市の十三湖の辺りにあった湊
- 土崎 - 室町時代には安東水軍の拠点となる。江戸時代には北前船の中継地、大戦前は近辺の油田から集積した製油産業が栄えた。現在の秋田港。
- 酒田 - 最上川河口に位置し、内陸との水運や西廻海運の一大中継地として大いに栄えた。

関東地方
- 船橋 - 鎌倉時代から江戸湾（東京湾）と房州、常陸、下野各地を結ぶ重要な戦略物資の集積拠点として発展した都市。
- 銚子 - 醤油、味噌、みりん、海産物を江戸に運ぶ利根海運の交易都市として、また東北からの東廻海運の港で栄えた。
- 三崎 - 古くより漁港として栄える。かつては日本一のまぐろ水揚げ量を誇る。いまも三崎まぐろブランドで有名。
- 浦賀 神奈川県横須賀市 - ペリー来航によって開港
- 六浦 - 神奈川県横浜市金沢区にある地名。かつては武蔵国久良岐郡に属し、江戸湾の港町として栄えた
- 品川 - 戦国時代から江戸湾における重要な戦略物資の拠点として発展した。
- 神奈川湊 - 武蔵国橘樹郡神奈川（現在の神奈川県横浜市神奈川区神奈川本町、青木町付近）にあった。 神奈川宿#神奈川湊
- 下田 - ペリー来航によって開港した伊豆の港

中部地方
- 安濃津 - 伊勢国安濃郡（現在の三重県津市）に位置し、日本の古代から中世にかけて栄えた港湾
- 神社港 - 三重県伊勢市
- 船江 (伊勢市) - 三重県伊勢市
- 桑名市・港 - 室町時代から商人たちによる自由都市で城下町
- 大湊 (伊勢市) - 24名の会合衆による自治都市
- 三国港

近畿地方
- 鳥羽市 - 鳥羽港#歴史。近世以降､志摩国の政治・経済・文化の中心地、鳥羽藩の城下町
- 堺 - 中世の日本最大の自由都市、貿易都市。堺泉北港も参照。
- 高砂 - 能｢高砂｣で知られる古代からの港町で、近世は米と特産物の集散地として栄えた。
- 室津 - 参勤交代の西国大名の大半が室津に入港して陸路を進んだという、江戸時代の拠点港にして最大級の宿場。
- 摂播五泊 - すべて兵庫県内
- 新宮市 - 熊野川の舟運を利用した木材の集散地
- 渡辺津 - 摂津国の旧淀川左岸の河口近くに存在していた港湾。「窪津（九品津）」とも呼ばれ現在の大阪市の中心部、天満橋から天神橋の間くらいの位置
- 住吉津 - 現在の大阪府大阪市住吉区を西流する細江川（通称・細井川）の河口に形成されていた住吉の細江と呼ばれる入江
- 難波津 - 古代大阪湾に存在した港湾施設の名称である。現在の大阪市中央区付近
- 大輪田泊 - 兵庫県神戸市兵庫区に所在していた港。日宋貿易で栄えた。中世にあっては兵庫湊（ひょうご（の）みなと）と呼ばれた。
- 坂越 - 兵庫県赤穂市東部の坂越湾に面する港町

中国・四国地方
- 牛窓 - 日本のエーゲ海と呼ばれる美港。古代より風待ち潮待ちの港と知られ、瀬戸内水運の要衝、また漁港・物資の集散港として栄えた。
- 鞆の浦 - 古代より潮待ちの港と知られた。江戸時代の港湾施設が残る。現在は走島との連絡港や漁港としても機能。
- 倉敷 - 古くから水運の要衝で、江戸時代初期には内陸との物資の中継地。干拓により河港となる。
- 下津井 - 岡山県倉敷市児島地域にある地区。古くから漁港・物資の中継港として栄える。玉島港が生まれてからは、四国との連絡港として変化する。
- 玉島 - 江戸時代、備中松山藩の外港として栄える。
- 連島 - 中世から近世初頭、高梁川河口沖の物資の集散港としてさかえるも、干拓と玉島港の影響で港としては衰退。
- 西阿知地区 - 中世に高梁川河口沖の物資の集散港として栄えるも、干拓により陸地化し、港町としての役目を終える。
- 引田 - 醤油の積出し港として昭和初期まで栄えた。往時の街並みが残る。
- 御手洗 - 瀬戸内海の島にある、昭和初期まで栄えた港。近代以前の港町の姿を残す。

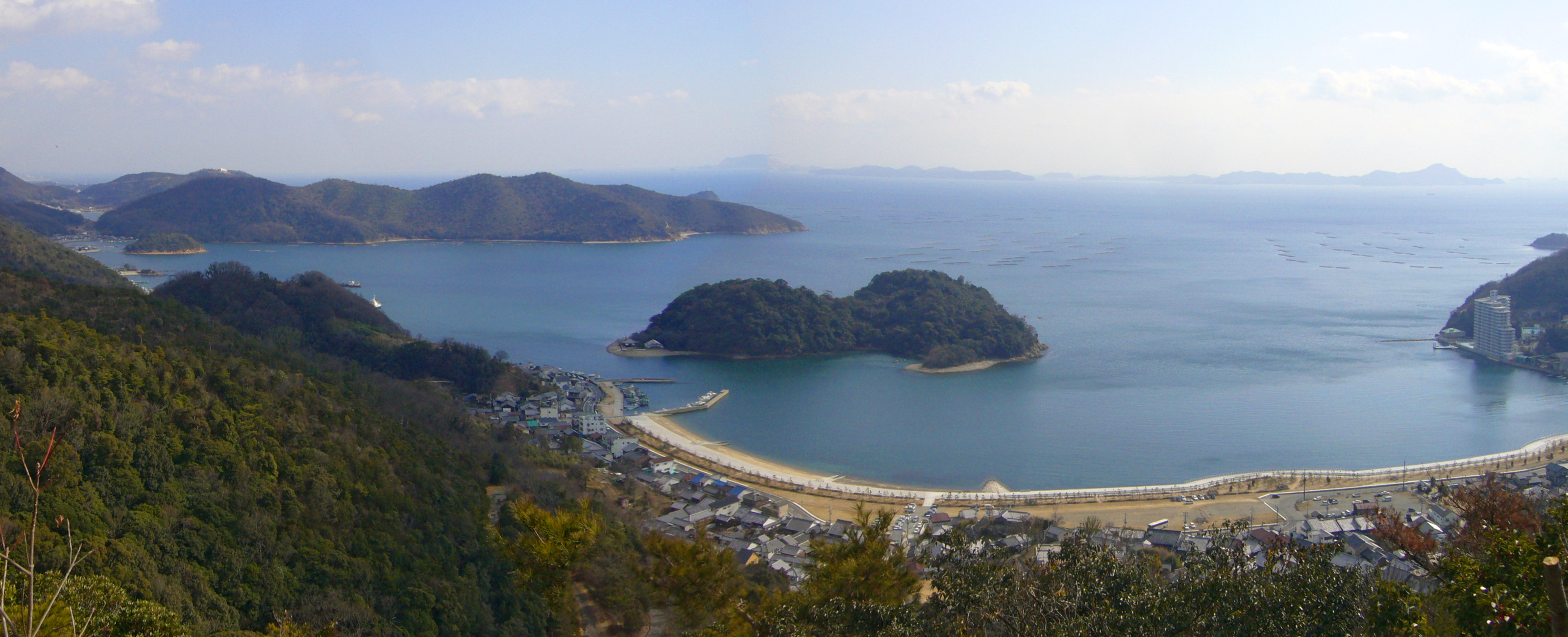
瀬戸内海の港町（坂越）

- 三田尻 - 山口県中南部の地域。現在は防府市
- 竹原 - 広島県南中部
- 撫養 - 徳島県鳴門市撫養南浜・撫養木津

九州地方
- 坊津 - 薩摩国川辺郡坊村（現在の鹿児島県南さつま市坊津町坊）の地名であり、日本の古代に栄えた港
- 三角港 - 熊本県宇城市三角町
- 日南 - 伊東家城下町飫肥と港町油津
- 日向 - 廻船問屋の港町

### 河畔・湖沼畔など
- 河岸

東北地方
- 津川 - 江戸期～明治にかけて、会津における越後（日本海）からの物流や人の往来で賑わった阿賀野川水運の中心地
- 白鳥舘遺跡 - 岩手県奥州市前沢にある遺跡。国の史跡で北上川に周囲を180度以上囲まれる天然の要害および10世紀から16世紀まで北上川の要衝地として利用されてきた。

関東地方
- 古河
- 佐原 - 醤油、味噌、みりんなどを江戸に運ぶ利根水運の交易都市として発展した。
- 川越 - 江戸時代に新河岸川の水運が行われた。

中部地方
- 上有知湊 - 長良川沿い岐阜県美濃市にある川湊。 船着場跡の石畳、住吉型川湊灯台が残る。
- 赤坂港 - 岐阜県大垣市赤坂町
- 船町港 - 大垣城下の水門川にある川湊。水門川から揖斐川を経て、桑名宿へ至る重要な川湊。住吉灯台 (岐阜県)参照。
- 阿波賀（福井市安波賀町）・前波（福井市前波町） - 三国湊につながる足羽川が流れ、一乗谷の川湊
- 河崎 (伊勢市) - 三重県伊勢市の地名。伊勢湾を渡ってきた伊勢神宮の参拝客が上陸する河岸を中心に室町時代から江戸時代にかけて発展
- 笠松湊 - 岐阜県羽島郡笠松町港町にあった川港。 木曽川水運の中継地点として発展。

近畿地方
- 坂越（写真） - 千種川（河畔）と播磨灘（臨海）に港を有し、塩の積出し港として明治時代まで栄えた。
- 伏見港 - かつて京都府京都市伏見区に存在した河川港
- 平福 - 内陸、千種川中流の宿場町。河口の坂越港から運ばれる海産物の貿易で栄えた。
- 桑名 - 揖斐川河口部の湊。中世、自由都市ができ、日本屈指の貿易都市となる。「十楽の津」とよばれた。七里の渡し参照。

中国地方
- 落合垂水 - 古くは旭川の高瀬舟の一大拠点となる川港として栄える
- 新見 - 高梁川の高瀬舟の発着点となる川港町として栄えた。
- 和気 - 高瀬舟の発着地としても栄え、物資・旅客の集散地となり河港として繁栄
- 西大寺 - 吉井川河口西岸に位置。上流部との物資の集散港、牛窓往来の渡し船場として栄える。
- 建部地域 - 旭川中流部。旭川を挟んだ建部上と福渡の間（備前・美作国境）に「八幡の渡し」と呼ばれる大きな渡し船発着港があり、港町として栄える。
- 倉敷 - 古くから水運の要衝で、江戸時代初期には内陸との物資の中継地。干拓により倉敷川もの河港となるも一層繁栄。児島湾締切堤防設置により、港としては役目を終える。
- 中洲地区 (倉敷市) - 古くから河口周辺に位置する川湊として開かれていた。
- 備中松山（高梁） - 高梁川の中流部。古い時代から高梁川の水運を利用した高瀬舟で栄える。戦国後期以降は城下町としても繁栄。

九州地方
- 塩田津 - 有明海の干満差を利用した塩田川下流部に位置する港。江戸時代以降は長崎街道の宿場町としても栄えた。昭和の河川改修により港としての役割を終えた。